# Roberto Feliciangeli
Roberto Feliciangeli, detto Picchio (Roma, 23 aprile 1974), è un ex cestista italiano.

## Carriera
Inizia la sua carriera da professionista in A1 nella squadra della sua città natale, la Teorematour Virtus Roma. Con i capitolini, gioca però solo una partita ufficiale realizzando 5 punti. Nel 1996 Attilio Pasquetti GM  della AMG Sebastiani, lo porta a Rieti insieme agli altri romani Andrea Sperduto e Alberto Vettorelli nell'ultima stagione prima della scomparsa della storica squadra. Tra il 2001 e il 2003, è in forze alla Virtus Siena, seconda squadra della cittadina toscana, aiutandola nei difficili playout di Serie B d'Eccellenza.
Torna a Rieti nel 2003 per la Nuova A.M.G. Sebastiani dove è protagonista di due promozioni: la prima nel 2004 dalla serie B1 alla Legadue e successivamente dalla Legadue alla massima serie nel 2007 vincendo l'ultima partita in casa della Scavolini Spar Pesaro.
Dopo due parentesi a Brindisi e Chieti, nel 2012 torna ancora una volta nel capoluogo reatino. Annuncia il ritiro dal basket giocato nell'agosto 2014, per poi ripensarci poco dopo e continuare la sua esperienza con la NPC Rieti. Nel campionato 2014/2015 è artefice di un'altra promozione in Serie A2, conquistata alle Final Four di serie B disputate a Forlì. Nel 2015-16 è risultato essere l'unico over-40 a giocare in A2. Il successivo anno che lo vede protagonista in LegaDue è l'ultimo della sua carriera, che si chiude il 17 aprile 2016, a Rieti, nella partita vinta dai locali per 81 a 78 contro Tortona che dà la matematica salvezza al sodalizio amarantoceleste.

## Palmarès
- Coppa Italia di Legadue: 1

Nuova Sebastiani Rieti: 2007
- Legadue: 1

Nuova Sebastiani Rieti: 2006-07